# Diandongosuchus fuyuanensis
Il diandongosuco (Diandongosuchus fuyuanensis) è un rettile estinto, appartenente agli arcosauri. Visse nel Triassico medio (Ladinico, circa 235 milioni di anni fa) e i suoi resti fossili sono stati ritrovati in Cina. È uno dei più antichi arcosauri marini.

## Descrizione
Questo animale è noto grazie a uno scheletro quasi completo (ZMNH M8770) mancante però della maggior parte della coda. La lunghezza totale dell'esemplare sfiorava il metro di lunghezza, e l'animale in vita doveva misurare circa 155 centimetri. L'esemplare, conservato sul lato destro, mostra la parte inferiore delle mandibole. Il cranio di Diandongosuchus era appuntito, con le principali aperture nel cranio (orbite, finestra anteorbitale e temporale) di forma ovale. Caratteristiche distintive erano date dal lungo osso premascellare della punta del muso, che si estendeva fin dietro le aperture delle narici; vi era inoltre una grande barra sull'osso jugale che si estendeva al di là dell'orbita e due aperture sopratemporali con bordi prominenti. Il cranio aveva proporzioni simili a quelle di Qianosuchus, un altro arcosauro del Triassico cinese, e lo stesso numero di denti nella premascella. Come il poposauroide terrestre Poposaurus, Diandongosuchus aveva una mascella che non raggiungeva il bordo dell'apertura delle narici.
L'esemplare di Diandongosuchus ha 25 vertebre del collo e del dorso, due vertebre sacrali (come nella maggior parte degli arcosauri triassici) e sette vertebre nella regione anteriore della coda. Le vertebre del collo erano più alte e strette rispetto a quelle di Qianosuchus, mentre la maggior parte delle vertebre del dorso erano oscurate dalle costole che nell'esemplare conservato si erano sovrapposte. Nella parte posteriore del tronco, verso la pelvi, sono conservate piccole ossa appartenenti a pesci (probabilmente i contenuti dello stomaco). Piccole ossa dermiche (osteodermi) si sovrapponevano l'uno all'altro formando un rivestimento sopra la maggior parte delle vertebre: due file di osteodermi decorrevano lungo il collo, il dorso e la coda, e altri piccoli osteodermi coprivano le ossa delle zampe.
Alcune caratteristiche delle zampe, della pelvi e del cinto pettorale erano esclusive di Diandongosuchus, come ad esempio un ilio spesso, un'apertura dell'osso coracoide nel cinto pettorale molto più grande di quella di altri arcosauri, e un quarto osso metatarsale nel piede che era più lungo degli altri metatarsali. La scapola era più lunga e stretta di quella di Qianosuchus, mentre la cresta iliaca era di forma insolita: era stretta e si proiettava molto all'indietro rispetto al resto dell'ilio. Il femore era leggermente ruotato, come in Qianosuchus, ma la fibula era più sottile e ricurva. L'astragalo e il calcagno si incastravano in un'unica struttura, tipica degli pseudosuchi.

## Classificazione

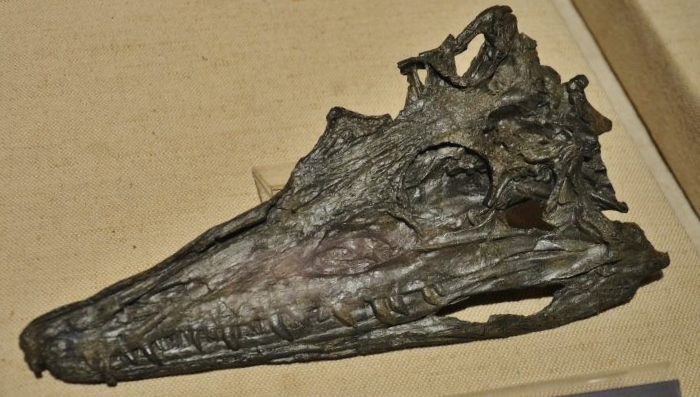
Cranio di Diandongosuchus fuyuanensis

Un'analisi filogenetica condotta nel 2012 (Li et al.) nella pubblicazione originale della descrizione di Diandongosuchus indicherebbe che questo animale era il membro più "primitivo" (basale) di un clade noto come poposauroidi, che include numerosi arcosauri terrestri come il bipede Poposaurus o Arizonasaurus dotato di vela dorsale. Nello studio si suppone che Diandongosuchus fosse strettamente imparentato con Qianosuchus, un arcosauro acquatico considerato un poco più derivato. Altri studi (Stocker et al., 2017) indicherebbero invece Diandongosuchus come il membro più basale e antico dei fitosauri, un gruppo di arcosauri tipici del Triassico superiore, di aspetto e abitudini simili ai coccodrilli.

## Stile di vita
I fossili di Diandongosuchus sono stati ritrovati nella formazione Falang dello Yunnan, in Cina, che conserva numerosi resti di rettili marini come talattosauri, notosauri, pistosauri e alcuni protorosauri. Il suo stretto parente Qianosuchus è stato ritrovato in un deposito marino a circa 50 chilometri dalla località di Diandongosuchus, in un livello più antico (Anisico) e possiede alcune chiare caratteristiche per uno stile di vita marino. In ogni caso, Diandongosuchus non possiede chiari adattamenti alla vita marina, ma alcune caratteristiche (narici leggermente arretrate, numerosi denti premascellari) e i resti di pesci ritrovati nello stomaco sono ulteriori prove che si trattava di un arcosauro marino. Diandongosuchus potrebbe aver avuto un modo di vita simile a quello di alcuni coccodrilli attuali come il coccodrillo marino, che vive lungo le coste e non è strettamente acquatico.

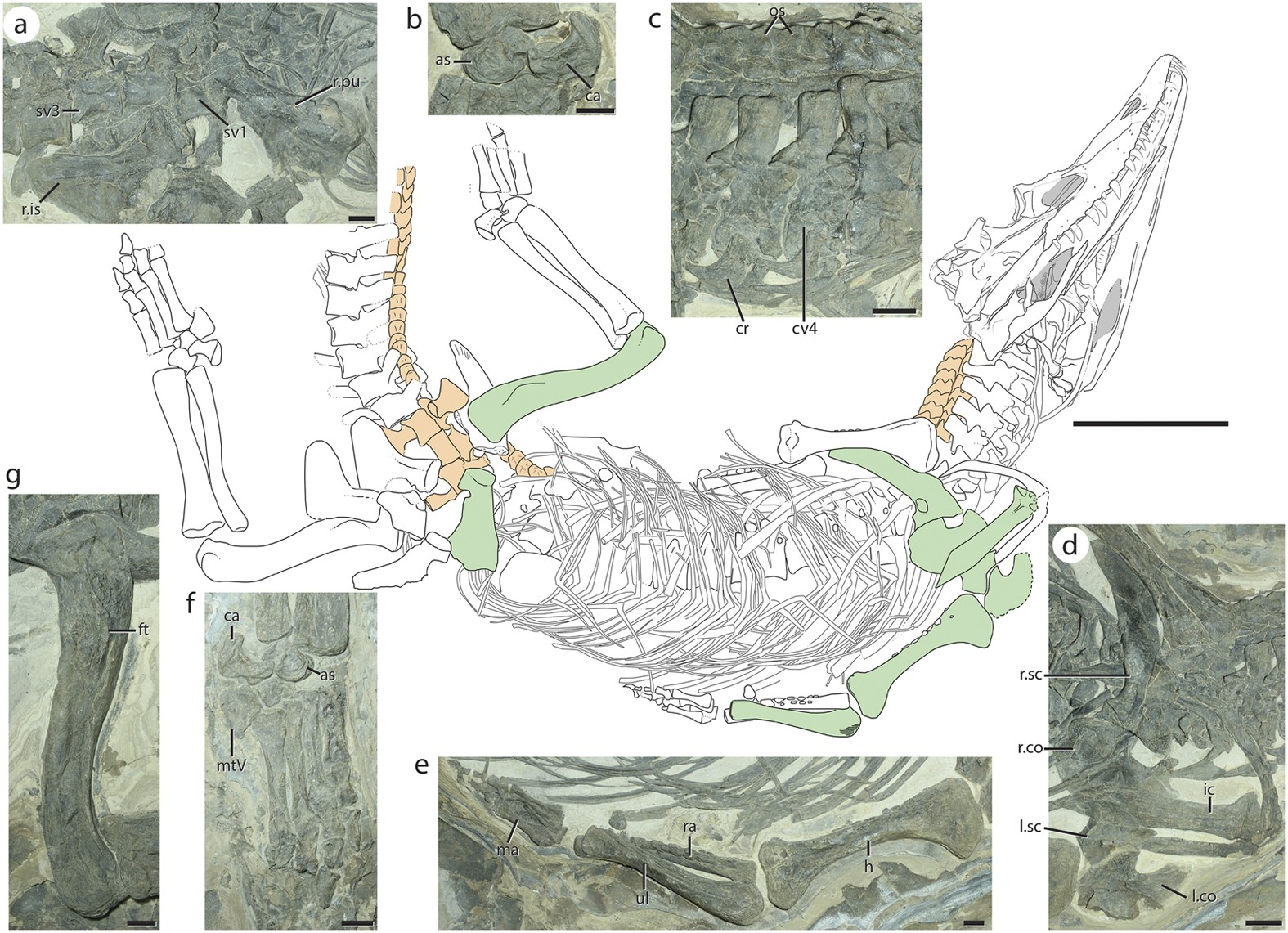
Scheletro di Diandongosuchus

Il deposito fossilifero in cui è stato ritrovato Diandongosuchus mostra molte somiglianze con quello europeo di Besano - Monte San Giorgio. Entrambi questi giacimenti hanno restituito i fossili di rettili marini e probabilmente rappresentano ambienti lungo le coste settentrionali dell'antico oceano Tetide. Non si conoscono arcosauri marini provenienti dal giacimento europeo, anche se lo pseudosuco Ticinosuchus di Monte San Giorgio era probabilmente adatto a vivere lungo le coste della Tetide; nell'analisi di Li et al. (2012) e di Nesbitt (2011) Ticinosuchus è visto come il rappresentante più basale di un clade chiamato Loricata, considerato il sister taxon di Poposauroidea, o addirittura il sister taxon dei Paracrocodylomorpha, che includono sia Loricata che Poposauroidea. Quindi, Ticinosuchus e Diandongosuchus sarebbero i due membri più primitivi di due cladi strettamente imparentati e probabilmente condividevano un antenato comune vissuto pochi milioni di anni prima.